# Lijst van nummer 1-hits in De Afrekening in 2010
Deze nummers stonden in 2010 op nummer 1 in De Afrekening van Studio Brussel:
| Datum                             | Artiest                  | Titel                                              |
| --------------------------------- | ------------------------ | -------------------------------------------------- |
| 6 januari (Eindafrekening 2009)   | Customs                  | Rex                                                |
| 13 januari                        | Jasper Erkens            | The Brighter Story                                 |
| 20 januari                        | Daan                     | Icon                                               |
| 27 januari                        | Daan                     | Icon                                               |
| 3 februari                        | Stereophonics            | Innocent                                           |
| 10 februari                       | Stereophonics            | Innocent                                           |
| 17 februari                       | The Black Box Revelation | Do I Know You                                      |
| 24 februari                       | The Black Box Revelation | Do I Know You                                      |
| 3 maart                           | Mintzkov                 | Opening Fire                                       |
| 10 maart                          | The Van Jets             | The Future                                         |
| 17 maart                          | Arid                     | Come on                                            |
| 24 maart                          | The Van Jets             | The Future                                         |
| 31 maart                          | The Van Jets             | The Future                                         |
| 7 april                           | The Van Jets             | The Future                                         |
| 14 april                          | The Van Jets             | The Future                                         |
| 21 april                          | The Van Jets             | The Future                                         |
| 28 april                          | The Van Jets             | The Future                                         |
| 5 mei                             | Mumford & Sons           | The Cave                                           |
| 12 mei                            | Mumford & Sons           | The Cave                                           |
| 19 mei                            | Amatorski                | Come Home                                          |
| 26 mei                            | School is Cool           | New Kids in Town                                   |
| 2 juni                            | School is Cool           | New Kids in Town                                   |
| 9 juni                            | School is Cool           | New Kids in Town                                   |
| 16 juni                           | School is Cool           | New Kids in Town                                   |
| 23 juni                           | School is Cool           | New Kids in Town                                   |
| 30 juni                           | School is Cool           | New Kids in Town                                   |
| 7 juli                            | Arid                     | Broken Dancer                                      |
| 14 juli                           | Arid                     | Broken Dancer                                      |
| 21 juli                           | Zornik                   | Walk                                               |
| 28 juli                           | Zornik                   | Walk                                               |
| 4 augustus                        | The Van Jets             | Down Below                                         |
| 11 augustus                       | The Van Jets             | Down Below                                         |
| 18 augustus                       | Editors                  | No Sound But The Wind (Live at Rock Werchter 2010) |
| 25 augustus                       | Editors                  | No Sound But The Wind (Live at Rock Werchter 2010) |
| 1 september                       | Editors                  | No Sound But The Wind (Live at Rock Werchter 2010) |
| 8 september                       | Editors                  | No Sound But The Wind (Live at Rock Werchter 2010) |
| 15 september                      | Editors                  | No Sound But The Wind (Live at Rock Werchter 2010) |
| 22 september                      | Kings of Leon            | Radioactive                                        |
| 29 september                      | Kings of Leon            | Radioactive                                        |
| 6 oktober                         | Kings of Leon            | Radioactive                                        |
| 13 oktober                        | Kings of Leon            | Radioactive                                        |
| 20 oktober                        | Goose                    | Words                                              |
| 27 oktober                        | Goose                    | Words                                              |
| 3 november                        | Zornik                   | The Enemy                                          |
| 10 november                       | Zornik                   | The Enemy                                          |
| 17 november                       | Zornik                   | The Enemy                                          |
| 24 november                       | The Van Jets             | Teevee                                             |
| 1 december                        | The Van Jets             | Teevee                                             |
| 8 december                        | The Van Jets             | Teevee                                             |
| 15 december (Eindafrekening 2010) | The Van Jets             | The Future                                         |

- Nederland (Top 40)
- Nederland (Single Top 100)
- Nederland (3FM Mega Top 50)
- Nederland (iTunes Top 30)
- Nederland (Kink 40)
- Vlaanderen (Radio 2 Top 30)
- Vlaanderen (Ultratop 50)
- Vlaanderen (Top 30 van Ultratop)
- Vlaanderen (De Afrekening)
- Wallonië
- Australië
- Canada
- Denemarken
- Duitsland
- Finland
- Frankrijk
- Ierland
- Italië
- Luxemburg
- Nieuw-Zeeland
- Noorwegen
- Oostenrijk
- Polen
- Portugal
- Spanje
- Verenigd Koninkrijk
- Verenigde Staten (Hot 100)
- Zweden
- Zwitserland